# Хомулі
Хомулі (груз. ხომული) — село в Грузії.
За даними перепису населення 2014 року в селі проживає 1510 осіб.